# Changan Uni-V

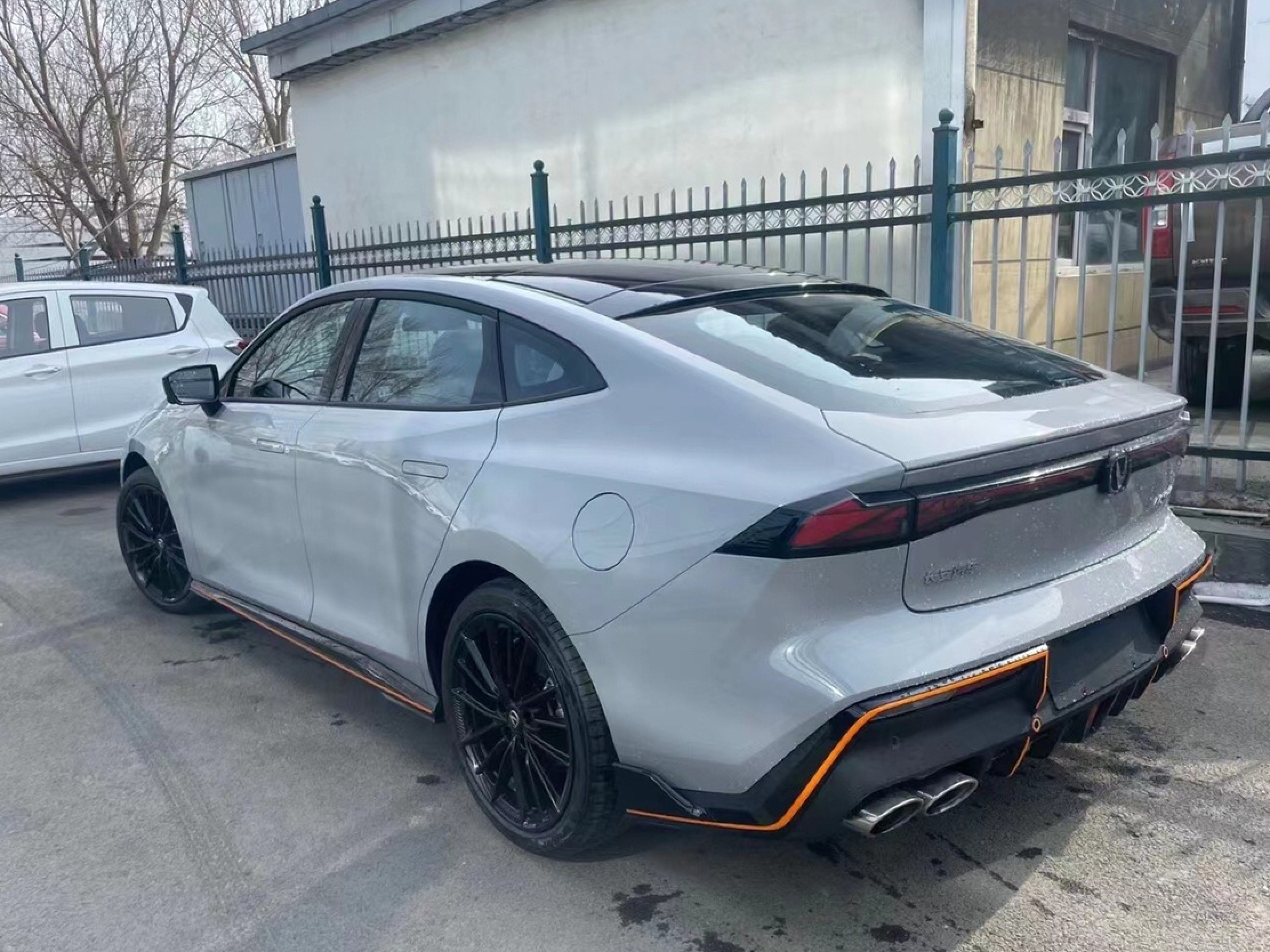
Heckansicht

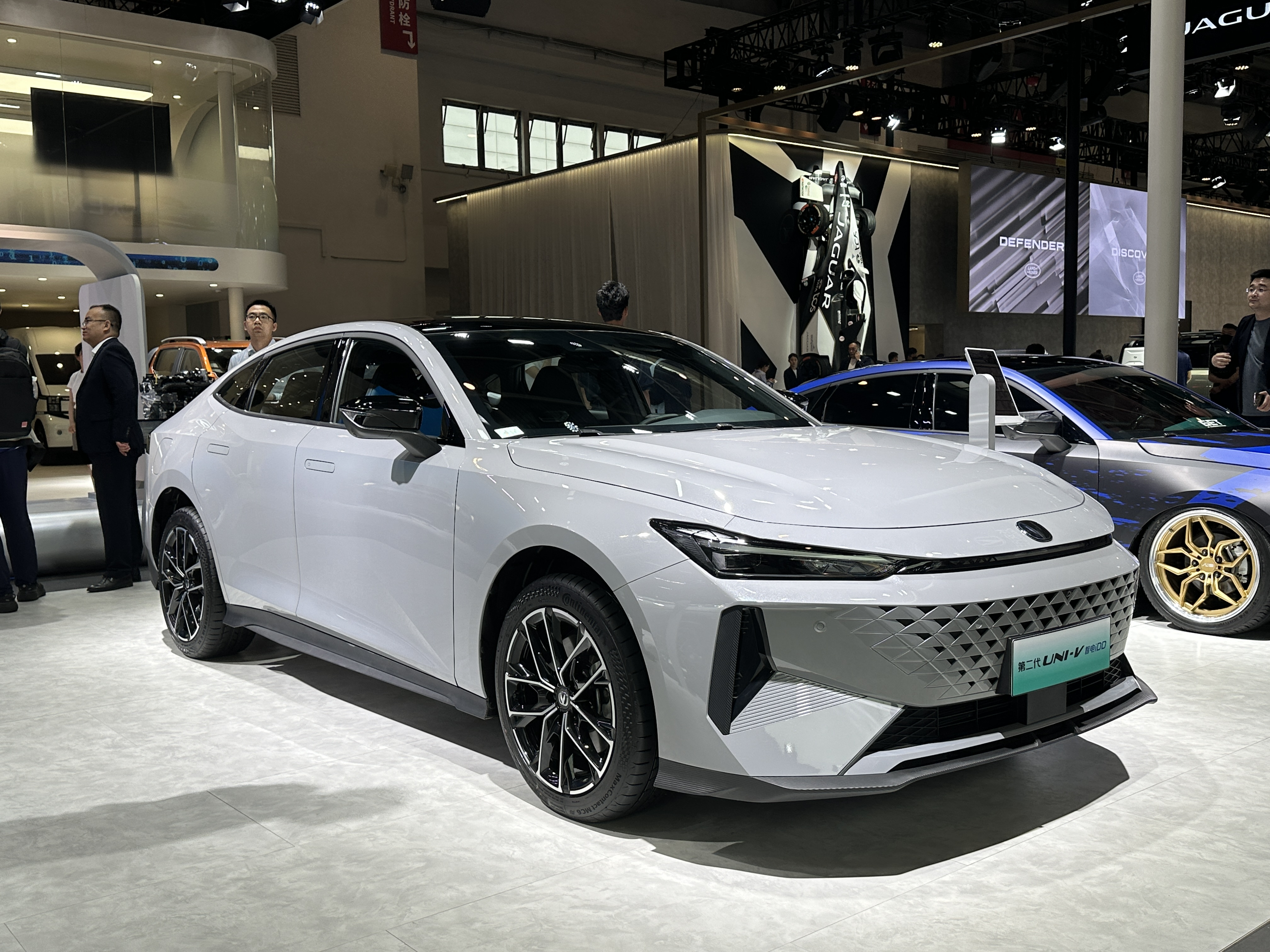
Changan Uni-V (2024–2025)

Der Changan Uni-V ist ein Pkw mit Fließheck der zum chinesischen Automobilhersteller Chongqing Changan Automobile Company gehörenden Marke Changan.

## Geschichte
Ein erster Ausblick auf das Design des Uni-V wurde im September 2020 mit dem Konzeptfahrzeug Changan Vision-V präsentiert. Vorgestellt wurde die Serienversion der Baureihe im November 2021. Seit Januar 2022 wird sie auf dem chinesischen Heimatmarkt verkauft. Der russische Markt folgte im Februar 2023. Eine überarbeitete Version der Baureihe wurde im Januar 2024 und im April 2025 präsentiert.
Der Uni-V ist nach den SUV Uni-T und Uni-K das dritte Changan-Modell der Uni-Reihe. Als Konkurrenzmodelle werden unter anderem der Honda Civic und der Lynk & Co 03 genannt.

## Technik
Zum Marktstart wurde das Fahrzeug von einem aufgeladenen 1,5-Liter-Ottomotor mit 138 kW (188 PS) angetrieben, der auch im Changan Uni-T eingesetzt wird. Später folgten ein stärkerer 2,0-Liter-Ottomotor und ein Plug-in-Hybrid mit einer elektrischen Reichweite von 113 km nach NEFZ.
Als Besonderheit hat der Uni-V einen mit Knopfdruck ausfahrbaren Heckflügel, der den Abtrieb um bis zu 25 kg erhöhen soll.
|                                             | 1.5T                             | 1.5T                             | 1.5T                             | 2.0T                       | 2.0T                       | iDD                         | iDD                         |
| ------------------------------------------- | -------------------------------- | -------------------------------- | -------------------------------- | -------------------------- | -------------------------- | --------------------------- | --------------------------- |
| Markt                                       | Russland                         | China                            | China                            | China                      | China                      | China                       | China                       |
| Bauzeitraum                                 | seit 02/2023                     | 01/2022–08/2025                  | seit 08/2025                     | 06/2022–08/2025            | seit 08/2025               | 02/2023–04/2024             | seit 04/2024                |
| Motorkenndaten                              |                                  |                                  |                                  |                            |                            |                             |                             |
| Motortyp                                    | R4-Ottomotor                     | R4-Ottomotor                     | R4-Ottomotor                     | R4-Ottomotor               | R4-Ottomotor               | R4-Ottomotor + Elektromotor | R4-Ottomotor + Elektromotor |
| Motoraufladung                              | Turbolader                       | Turbolader                       | Turbolader                       | Turbolader                 | Turbolader                 | Turbolader                  | —                           |
| Hubraum                                     | 1494 cm³                         | 1494 cm³                         | 1494 cm³                         | 1998 cm³                   | 1997 cm³                   | 1494 cm³                    | 1493 cm³                    |
| max. Leistung Verbrennungsmotor bei min−1   | 133 kW (181 PS) / 5500           | 138 kW (188 PS) / 5500           | 141 kW (192 PS) / 5500           | 171 kW (233 PS) / 5500     | 180 kW (245 PS) / 5500     | 125 kW (170 PS) / 5500      | 81 kW (110 PS) / 6000       |
| max. Leistung Elektromotor                  | —                                | —                                | —                                | —                          | —                          | 122 kW (166 PS)             | 158 kW (215 PS)             |
| max. Systemleistung                         | —                                | —                                | —                                | —                          | —                          | 125 kW (170 PS)             | 158 kW (215 PS)             |
| max. Drehmoment Verbrennungsmotor bei min−1 | 300 Nm / 1500–4000               | 300 Nm / 1500–4000               | 310 Nm / 1500–4000               | 390 Nm / 1900–3300         | 400 Nm / 1900–3500         | 260 Nm / 1500–4000          | 143 Nm / 4000               |
| max. Drehmoment Elektromotor                | —                                | —                                | —                                | —                          | —                          | 330 Nm                      | 330 Nm                      |
| max. Systemdrehmoment                       | —                                | —                                | —                                | —                          | —                          | 330 Nm                      | 330 Nm                      |
| Kraftübertragung                            |                                  |                                  |                                  |                            |                            |                             |                             |
| Antrieb                                     | Vorderradantrieb                 | Vorderradantrieb                 | Vorderradantrieb                 | Vorderradantrieb           | Vorderradantrieb           | Vorderradantrieb            | Vorderradantrieb            |
| Getriebe, serienmäßig                       | 7-Stufen-Doppelkupplungsgetriebe | 7-Stufen-Doppelkupplungsgetriebe | 7-Stufen-Doppelkupplungsgetriebe | 8-Stufen-Automatikgetriebe | 8-Stufen-Automatikgetriebe | 3-Stufen-Elektrogetriebe    | E-CVT                       |
| Messwerte                                   |                                  |                                  |                                  |                            |                            |                             |                             |
| Höchstgeschwindigkeit                       | 205 km/h                         | 205 km/h                         | 205 km/h                         | 215 km/h                   | 215 km/h                   | 215 km/h                    | 185 km/h                    |
| Beschleunigung, 0–100 km/h                  | 7,1 s                            | 7,1 s                            | 7,5 s                            | 6,5 s                      | 6,3 s                      | 6,5 s                       | 6,9 s                       |
| Kraftstoffverbrauch auf 100 km, kombiniert  | k. A.                            | 6,2 l Super                      | 6,4 l Super                      | 6,9 l Super                | 7,1 l Super                | 1,6 l Super                 | 1,1 l Super                 |
| Tankinhalt                                  | 51 l                             | 51 l                             | 51 l                             | 51 l                       | 51 l                       | 45 l                        | 45 l                        |
| Abgasnorm                                   | k. A.                            | China VIb                        | China VIb                        | China VIb                  | China VIb                  | China VIb                   | China VIb                   |